# 송소진
송소진은 대한민국의 기상캐스터, 여행작가이다.

## 학력
- 건국대학교 대학원 의류학 석사

## 경력
- KBS 라디오 기상캐스터 (2011~)
- KTV MC (2018~2020)
- 기상청 아나운서 (2008~2011)

## 출연 작품
- KBS 1라디오 58분 날씨
- KBS 1라디오 오태훈의 시사본부
- KBS 1라디오 김경래의 최강시사
- KBS 1라디오 함께하는 저녁길 정은아입니다
- KBS 쿨FM 조우종의 FM대행진
- KBS 클래식FM 출발 FM과 함께
- KBS 클래식FM 세상의 모든 음악
- KTV 방방곡곡 알알이가 났네
- YTN 헬로웨더, 찰칵찰칵 날씨담기

## 저서
- 《아빠와 함께 하는 문학 길 (2019, 미래엔)》
- 《아빠와 함께 하는 지리 길 (2016, 미래엔)》
- 《아빠와 함께 하는 생태 길 (2013, 미래엔)》
- 《아빠와 함께 하는 역사 길 (2013, 미래엔)》
- 《두근두근 종로 산책 (2011, 랜덤하우스코리아)》